# Llano del Sabino
Llano del Sabino är en ort i Mexiko.   Den ligger i kommunen Santa María Apazco och delstaten Oaxaca, i den sydöstra delen av landet, 290 km sydost om huvudstaden Mexico City. Llano del Sabino ligger 2 173 meter över havet och antalet invånare är 145.
Terrängen runt Llano del Sabino är bergig österut, men västerut är den kuperad. Runt Llano del Sabino är det glesbefolkat, med 20 invånare per kvadratkilometer. Närmaste större samhälle är Tierra Colorada, 3,3 km sydost om Llano del Sabino. Trakten runt Llano del Sabino består i huvudsak av gräsmarker.